# Żelechów
Żelechów (IPA: ʐɛ'lɛxuf) ist eine Stadt im Powiat Garwoliński der Woiwodschaft Masowien in Polen. Sie ist Sitz der gleichnamigen Stadt-und-Land-Gemeinde mit 8193 Einwohnern (Stand 31. Dezember 2020).
Der Name des Ortes im Südosten von Warschau leitet sich vom polnischen Eigennamen Żelisław ab.

## Geschichte
Das Stadtrecht wurde 1447 verliehen.

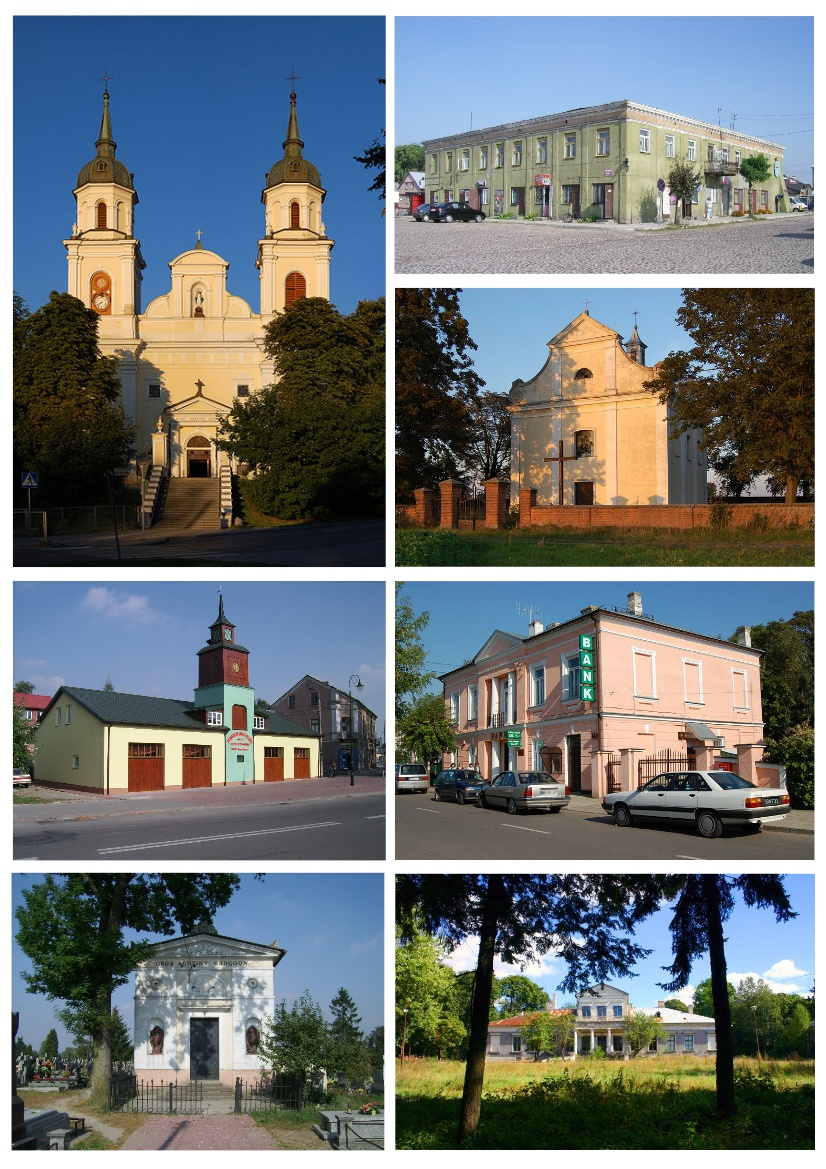
Źelechów

## Gemeinde
Zur Stadt-und-Land-Gemeinde (gmina miejsko-wiejska) Żelechów gehören die Stadt selbst und 18 Dörfer mit Schulzenämtern. 

## Söhne und Töchter der Stadt
- Franciszek Zawadzki (1887–1975), Radrennfahrer
- Leon Szalet (1892–1958), Immobilienmakler und Überlebender des Holocausts
- Jakub Rotbaum (1901–1994), Theaterdirektor und Maler
- Moshe Tzadok (1913–1964), israelischer Generalmajor der Verteidigungsstreitkräfte IDF
- Józef Górzyński (* 1959), Geistlicher, Erzbischof des Ermlands